# La Menace Schtroumpf
La Menace Schtroumpf est le vingtième album, et la quatre-vingt-quatrième histoire, de la série de bande dessinée Les Schtroumpfs originellement créée par Peyo. Publié en 2000 aux éditions Le Lombard, l'album est scénarisé par Luc Parthoens et Thierry Culliford et illustré par Alain Maury.

## Personnages
- Le Grand Schtroumpf
- Le Schtroumpf costaud
- Le Schtroumpf farceur
- Le Grand Chef Gris
- Le Schtroumpf Gris à lunettes
- Les Schtroumpfs Gris

## Résumé
Depuis quelque temps, les Schtroumpfs passent leur temps à se disputer, à se battre et à entrer en discorde. Le Grand Schrtoumpf, inquiet de la situation mettant en péril l'avenir du village, doit agir et met en place un plan mystérieux.
Étrangement, apparaît un nouveau village peuplé de Schtroumpfs Gris maléfiques qui incarnent tous les Schtroumpfs connus jusqu'à présent mais avec leurs côtés les plus négatifs (avec un Grand Schtroumpf machiavélique qui fait appliquer durement l'ordre et la discipline). Les Schtroumpfs veulent les repousser, mais étrangement, le Grand Schtroumpf leur interdit d'employer la manière forte. Ainsi, cela commence par la capture de deux Schtroumpfs dans le champ de salsepareille par les Schtroumpfs Gris. Mais le Grand Schtroumpf se fait diplomate en les faisant relâcher et les invitant à la fête au village. Puis le lendemain de la fête, les Schtroumpfs sont surpris de trouver les Schtroumpfs Gris au barrage pour les travaux d'entretien, mais le Grand Schtroumpf propose de venir les aider sur le chantier. Mais l'entente n'est pas cordiale entre les deux tribus, surtout que le Grand Chef Gris constate les divisions internes chez les Schtroumpfs.
Mais un matin, la rivière irriguant le village Schtroumpf est asséché et les Schtroumpfs en ont assez. Malheureusement, le barrage appartient désormais aux Schtroumpfs Gris, qui ont détourné la rivière pour eux et les pourchassent dans la forêt. Le Schtroumpf Costaud veut répliquer par la violence, mais le Grand Schtroumpf l'interdit pour éviter de leur ressembler. Les Schtroumpfs retournent au village. Quelques jours plus tard, à la suite du vol de la cueillette par trois Schtroumpfs Gris sur le pont, le Schtroumpf costaud part leur mettre une raclée et il est acclamé en héros à son retour au village. Bien que le Grand Schtroumpf lui fait savoir qu'il n'a pas respecté ses ordres, il est fier de voir les Schtroumpfs unis et les divisions internes apaisées.
Malheureusement, les Schtroumpfs Gris partent en guerre en réaction de l'action du Schtroumpf costaud. Rapidement, ils détruisent le village, brûlent les grimoires du Grand Schtroumpf et font prisonnier tous les Schtroumpfs. Ces derniers sont envoyés aux travaux forcés et enfermés dans un camp de concentration, pendant que le Grand Chef Gris proclame une grande nation disciplinée et invincible. Au camp, le Grand Schtroumpf révèle aux autres qu'il est le créateur du village des Schtroumpfs Gris et de ses habitants afin de faire comprendre aux Schtroumpfs où mènent toutes les tensions qu'il y avait en début d'histoire. Malheureusement, au moment de la bataille, le grimoire comportant la formule pour faire disparaitre la nouvelle tribu a brûlé, et le Grand Schtroumpf n'a pas d'autre choix que de s'évader du camp avec le Schtroumpf costaud et le Schtroumpf farceur pour aller dans le laboratoire abandonné du Grand Chef pour retrouver la formule. Au matin, la fiole préparée à partir de la formule est prête, mais ils se font attraper par l'ennemi. Au matin, alors que le Grand Chef a réuni tout le monde sur la place pour punir les Schtroumpfs, le Grand Schtroumpf sort la fiole, mais elle est récupérée par le Schtroumpf Gris à lunettes avant qu'elle soit ouverte. Le Schtroumpf farceur lui fait un croche pied le faisant tomber et la fiole s'écrase au sol, faisant ainsi disparaitre les Schtroumpfs Gris et leur village. Ainsi, les Schtroumpfs sont sauvés et rentrent reconstruire le village dans l’harmonie retrouvée.

## Analyse
À l'instar du Schtroumpfissime, La Menace Schtroumpf traite également de régime politique, mais vu de l'extérieur et sous un autre angle via les Schtroumpfs Gris assimilés au régime nazi. Cette histoire peut être assimilée également à la Shoah et à la déportation (dans la seconde partie de l'album).
Le titre de l'album semble inspiré par le film Star Wars, épisode I : La Menace fantôme sortie au cinéma un an plus tôt.